# Agnes (fartyg)
Agnes är ett k-märkt svenskt segelfartyg som byggdes som skonare 1914 vid Ystads Skeppsvarv.
Agnes motoriserades med en tändkulemotor av märke Skandia 1922 och riggades ner till galeas 1939. Hon är systerfartyg till Galeasen Helene. Agnes gick i fraktfart fram till 1965. På 1970-talet var Agnes fritidsfartyg i Stockholm och tillhörde vid slutet av 1980-talet Djurgårdens seglarskola. På 1990-talet gjordes några större förändringar av fartyget, en omfattande epoxibehandling av skrovet och ett större däckshus över lastluckan.
På 2000-talet har Agnes övergått i privat ägande och finns i Stockholm.